# ستفان فريدرش إندليشر
ستفان فريدرش إندليشر (1804-1849) (بالإنجليزية: Stephan Friedrich Ladislaus Endlicher)‏ هو عالم نبات نمساوي.

## روابط خارجية
- ستفان فريدرش إندليشر على موقع الموسوعة البريطانية (الإنجليزية)